# Oudeschans 35
Oudeschans 35 te Amsterdam is een bouwwerk aan de Oudeschans te Amsterdam-Centrum.

## Geschiedenis
Straat en gracht Oudeschans is al eeuwen oud. Ze is te zien op de plattegronden van Cornelis Anthonisz. (1544) en Balthasar Florisz. van Berckenrode (1625). De bebouwing is uiteraard grotendeels al afgebroken, soms vervangen door nieuwbouw op nieuwbouw. Dat laatste geldt zeker voor het gebouw op huisnummer 35. Uitgaande van plattegronden uit de jaren zestig van de 19e eeuw stonden hier vanaf de Eerste Batavierstraat (vanaf 1927 Oudeschans 17A-23B) allerlei gebouwen van ongeveer gelijke breedte. Dezelfde plattegrond laat een gat in de gevelwand zien ter hoogte van de Keizersbrug. Deze buurt op Uilenburg was op sommige plekken in de 19e eeuw al toe aan sanering, die in de jaren tien van de 20e eeuw grote vormen zou aannemen.

## Aanbesteding
Voor een aantal gebouwen aan de zuidoost kant van de Keizersbrug vonden die aanpassing al rondom 1892 plaats. Toen werd hier een relatief breed en hoog gebouw neergezet, waarin een openbare basisschool werd gevestigd. Het ontwerp voor die school kwam steevast van de Dienst der Publieke Werken en in dit geval kwam het van stadsarchitect Adriaan Willem Weissman. De aanbesteding vond plaats op 12 september 1892 in het stadhuis voor het “bouwen van een o.l. school der 3e klasse op een terrein aan de Oudeschans en eene o.l. school der 1e klasse aan de Batavierstraat”.  In november 1892 zaten de eerste heipalen in de grond. In mei 1893 waren de scholen zover gereed dat de school aan de Batavierstraat haar ramen kreeg terwijl er aan de Oudeschans nog gebouwd werd. De school kon in gebruik genomen worden voor het leerseizoen 1893/1894.

## Omschrijving
De architect kwam voor de Oudeschans met een gebouw in de populaire neorenaissancestijl. Vanaf een lage natuurstenen plint rijst een bakstenen gebouw omhoog dat drie verdiepingen kent met daarop nog een zolderetage onder een pannen dak. Aan het westelijk eind van die gevel staat een even zo hoge ingangspartij. Net als de voorgevel van het gebouw aan straat en gracht is de gevel vooral horizontaal ingericht; benadrukt door de vele natuurstenen banden. In dat toegangsgedeelte is een hoge toegangsdeur partij gemaakt van natuursteen waarin allerlei ornamenten zijn aangebracht waaronder het wapen van Amsterdam en jaartal. Dit gedeelte van het gebouw bevat het trappenhuis, hetgeen te zien is aan het verschil van hoogte in de raampartijen. Het toegangsgedeelte wordt afgesloten met een trapgevel boven liseenachtig versieringen. Het hoogste punt op de schoorsteen na wordt gevormd door een gebeeldhouwde uil, symbool van wijsheid. Het gymlokaal ligt met één klaslokaal op de begane grond, daarboven komen per etage drie klaslokalen uit op een gang, die naar het trappenhuis leidt. Het trappenhuis is vervolgens om bergingen gebouwd. Achter het trappenhuis is op de begane grond nog een kamer voor de hoofdmeester ingeruimd. Opvallend is dat het pand maar weinig diepte kent in vergelijking met de naburige percelen, dat heeft te maken met de Batavierstraat, die hier nog liep en waar ook een schoolgebouw was neergezet. Deze laatste school kwam door de genoemde sanering in het nauw en ging rond 1938 tegen de vlakte om plaats te maken voor een bouwblok aan de Nieuwe Uilenburgerstraat, hoek Nieuwe Batavierstraat, hoek Oudeschans.

## Gebruik
De school droeg de naam Van Alphenschool (tegelijkertijd werd de Van Alphenschool aan de Hemonystraat gesloten) en kende tijdens de Tweede Wereldoorlog een zwarte periode. Ze werd in september 1941 op last van Duitse bezetter ingericht als "Joodse School nr. 1", een school die alleen toegankelijk was voor Joodse kinderen en joodse leraren. De buurt R had nogal veel Joodse bewoners. Nadat er meer van deze scholen waren ingericht vond er ook uit deze buurt uitgebreid deportaties plaats naar de diverse concentratiekampen en vernietigingskampen. In mei 1943 waren nog maar zo weinig leerlingen in de wijk, dat de school gesloten werd. Na de oorlog werd er weer een school in gevestigd en ook in de 21e eeuw werd er onderwijs gegeven. Het is dan een dependance van de basisschool De Witte Olifant, die om de hoek is gelegen aan de Nieuwe Batavierstraat, hoek Nieuwe Uilenburgstraat. Wel zat er in de jaren tachtig een onderzoeksbureau in het gebouw.
De Joodse geschiedenis wordt sinds 2018 herdacht door middel van een plaquette aan de gevel.

## Afbeeldingen

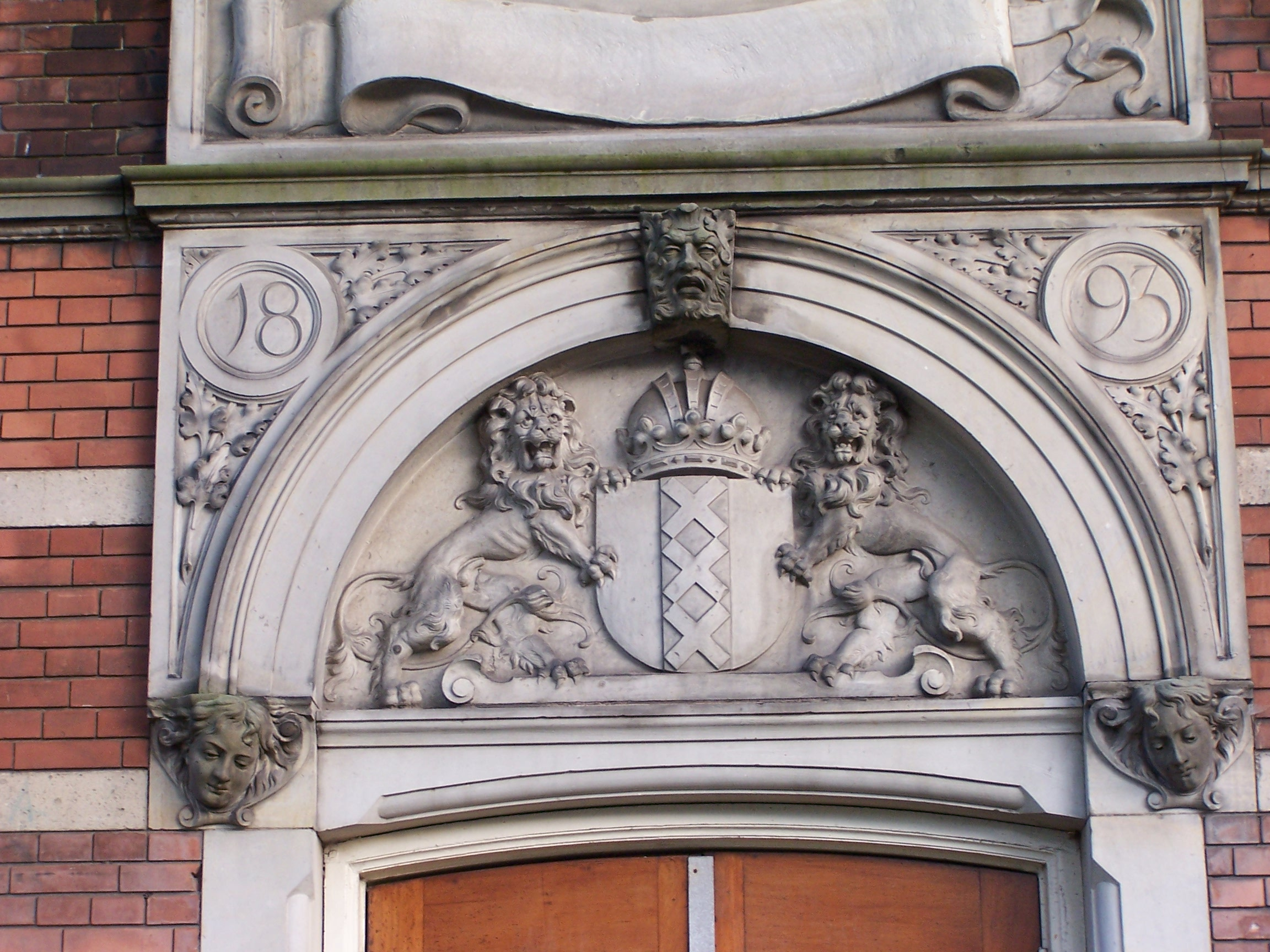
Wapen van Amsterdam met jaarsteen (2011)
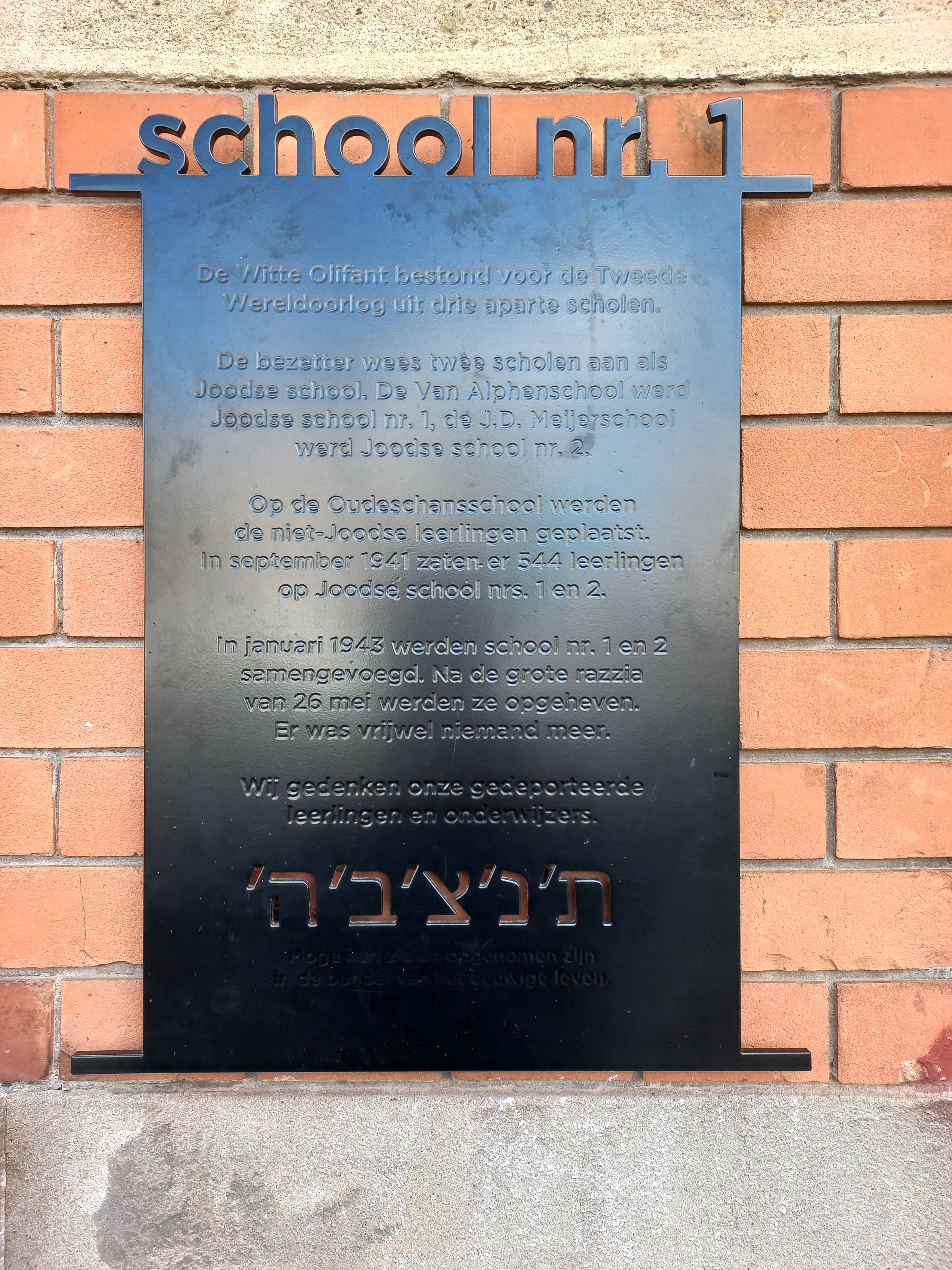
Plaquette Joodsche School nr. 1 (april 2023)